# Калиниченко Володимир Григорович
Володимир Григорович Калиниченко (нар. 20 серпня 1935, Красний Сулін, Ростовська область — 5 грудня 2018) — російськомовний поет, прозаїк, публіцист, член НСЖУ та НСПУ, почесний член Національної спілки фотохудожників України, лауреат Міжнародної премії імені Володимира Винниченка.
Під час 2-ї світової війни був вивезений до філії концтабору Маутгаузен (Австрія).
1959 року закінчив факультет журналістики Львівського університету. У 1961 році був заарештований за звинуваченням в антирадянській діяльності, засуджений до 10-ти років суворого режиму. Звільнений 1967 року. Працював шахтарем, кореспондентом на телебаченні та в редакціях обласних газет Донеччини. 1997–2004 рр. – редактор тижневика «Панацея» (м. Єнакієве, Донецька обл.).
Дебютував 1954 року віршем «Золотая осень» у газеті «За радянську науку» (Львів). Автор поетичних творів російською мовою на теми 2-ї світової війни, морально-філософські проблеми. Видав також збірку новел, повістей, літературних дописів та есеїв «Сфумато» (Доенцьк, 2005). Мав персональні фотовиставки у Львові (1959), Донецьку (1968, 1987, 1990, 2002), Норильську (1974), Москві (1981), Єнакієвому (1983, 1986, 1990, 1998, 2003, 2005), Києві (1987, 1990, 2003), пересувна Воркута–Тюмень–Певек–Анадир–Магадан (1989), Лубнах (Полтавська обл., 2003), Горлівці (Донецька обл., 2004). Надруковано каталог його вибраних світлин «Листая лет и ликов светотени» (Донецьк, 2008). На Центральній студії документальних фільмів рф про нього знято стрічку «Русский украинец» (2001, реж. В. Трошкін). Окремі твори Калиниченка перекладено українською та німецькою мовами.

## Твори. Книги
- Глубина резкости: мемуарно-публицистические заметки, фотографии / Владимир Калиниченко. – Донецк: Східний видавничий дім, 2012. – 311 с.
- Избранное: стихотворения и поэмы; маленькие эссе; исторические новеллы; повесть – гипотеза / Владимир Калиниченко. – Киев: «Етнос», 2008. – 398 с.
- Калиновый цвет: [поэтический сборник] / Владимир Калиниченко. – Краснодар: Перспективы развития, 2013. – 123 с.